# Neosho Falls
Neosho Falls es una ciudad ubicada en el condado de Woodson en el estado estadounidense de Kansas. En el año 2010 tenía una población de 141 habitantes y una densidad poblacional de 100,71 personas por km².

## Geografía
Neosho Falls se encuentra ubicada en las coordenadas 38°0′21″N 95°33′24″O / 38.00583, -95.55667 (38.005865, -95.556708).

## Demografía
Según la Oficina del Censo en 2000 los ingresos medios por hogar en la localidad eran de $27,188 y los ingresos medios por familia eran $33,000. Los hombres tenían unos ingresos medios de $29,250 frente a los $14,583 para las mujeres. La renta per cápita para la localidad era de $9,543. Alrededor del 24.8% de la población estaban por debajo del umbral de pobreza.